# Куинз-колледж (Кембриджский университет)
Куинз-колледж (англ. Queens' College) — один из колледжей Кембриджского университета. Один из старейших и крупнейших колледжей университета был основан в 1448 году королевой Маргаритой Анжуйской. Колледж расположен на обоих берегах реки Кам, в просторечии называемыми тёмной стороной и светлой стороной, соединённых Математическим мостом.
Девиз Floreat Domus (англ. May this house flourish) буквально переводится как Пусть этот дом процветает.

## История
Куинз-колледж был основан королевой Маргаритой Анжуйской в 1448 году, а в 1465 году реконструирован соперничающей королевой Елизаветой Вудвилл. Из-за того, что колледж был фактически основан дважды, он и получил такое название Куинз (рус. королевы, а не королева). Полное название заведения Куинз-колледж святой Маргариты и святого Бернарда (англ. The Queen's College of St Margaret and St Bernard), в честь святых Марины Антиохийской и Бернарда Клервоского, но в университете больше прижилось краткое название Куинз-колледж.
В 1446 году король Генрих VI поручил Эндрю Докетту (англ. Andrew Dokett) основать колледж Святого Бернарда (теперь это часть колледжа Святой Екатерины), но год спустя хартия была отозвана и Докетт получил новый указ, основать колледж на нынешнем месте Старого суда и монастыря. В 1448 году Маргарита Анжуйская, жена Генриха VI, получает эти земли от мужа и 15 апреля камергером королевы Джоном Уэнлоком (англ. John Wenlock) был заложен краеугольный камень в юго-восточном углу будущей часовни колледжа святых Маргариты и Бернарда.
К 1460 году были построены библиотека, главные ворота, президентский дом и часовня, которая уже была открыта для прихожан. В период с 1477 по 1484 годы король Ричард III сделал крупное пожертвование для колледжа, а его жена, Анна Невилл, стала третьей королевой-покровительницей колледжа и делала пожертвования от своего имени. Правда большая часть денег и привилегий были отняты Генрихом VII, после того, как он сверг Ричарда.
Во время гражданской войны в Англии, колледж отправил всё своё серебро в помощь королю, в результате чего президент и все члены совета колледжа были изгнаны со своих должностей. Президент был восстановлен только в 1660 году.
В 1823 году официально изменилась орфография оригинального названия колледжа с «Queen’s» на «Queens'». В 1980 году было впервые разрешено принимать на обучение женщин-студентов, первая выпускница окончила колледж в 1983 году.
В 1988–1996 президентом колледжа был Джон Полкинхорн. Других см. List of presidents of Queens' College, Cambridge.

## Известные ученики и выпускники
Выпускниками колледжа являются главы правительств, Нобелевские лауреаты, религиозные лидеры, члены королевских семей, космонавты и номинанты на «Оскар».

## В культуре
- В романе Теренса Уайта «Тьма в Пемберли» (англ. Darkness at Pemberley) 1932 года описывается колледж Святого Бернарда, вымышленная версия Куинза.
- В 1984 году вышел документальный фильм Би-би-си о Куинз-колледже — «Queens': A Cambridge College»[5].
- В фильме «Попасть в десятку» 2006 года (с Джеймсом Макэвой) показан эпизод «Университетский вызов» между Куинз-колледжем и Бристольским университетом.
- В телесериале «Питер Кингдом вас не бросит» упоминается Кембриджский университет (четвёртый эпизод первой серии)[6], хотя речь идёт о Куинзе (Стивен Фрай, исполнитель главной роли, является выпускником Куинз-колледжа).

Куинз-колледж
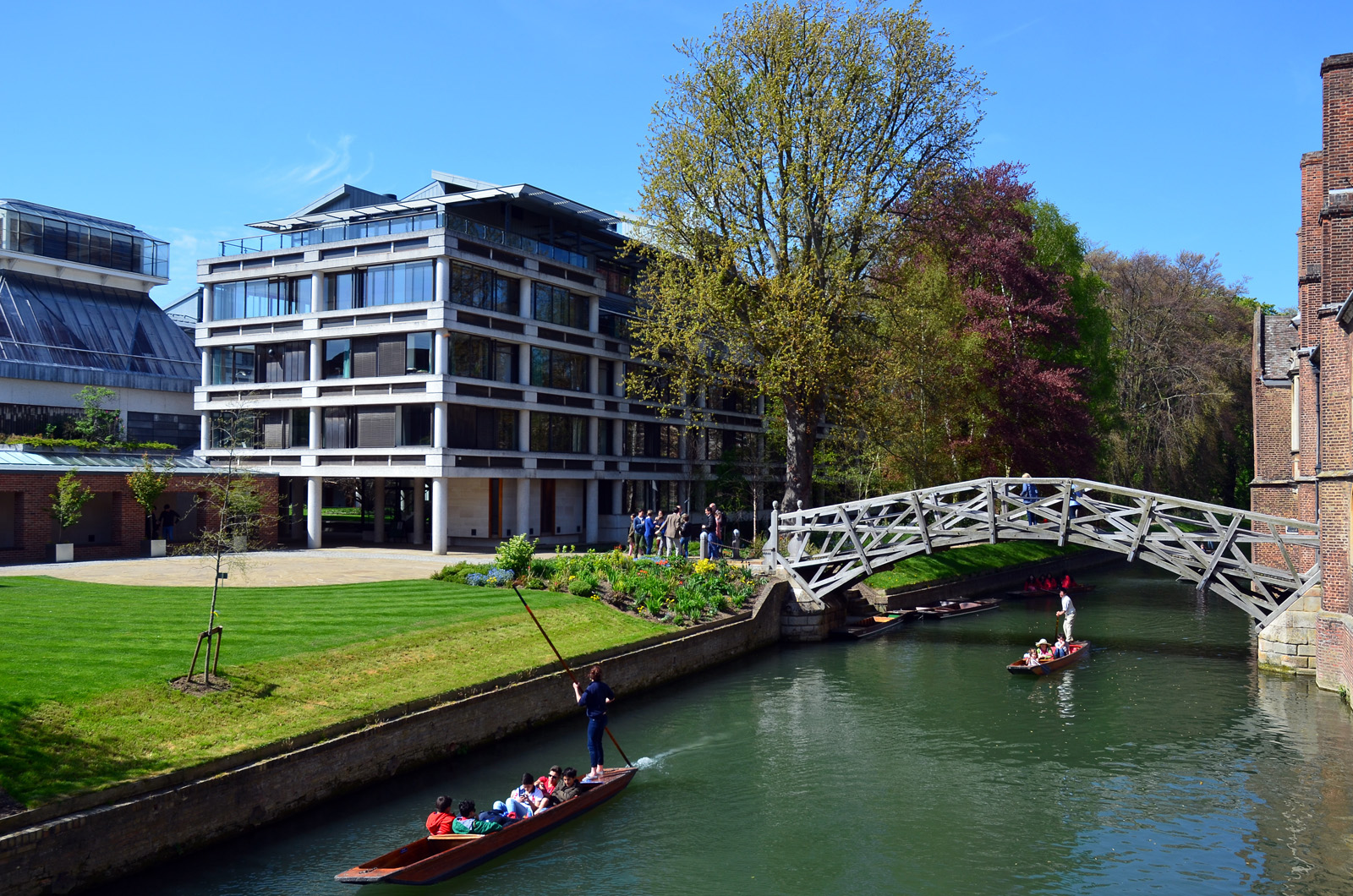
Математический мост
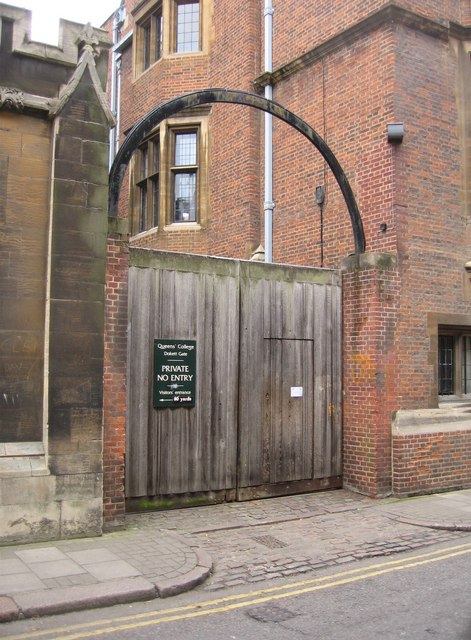
Ворота им. Докетта
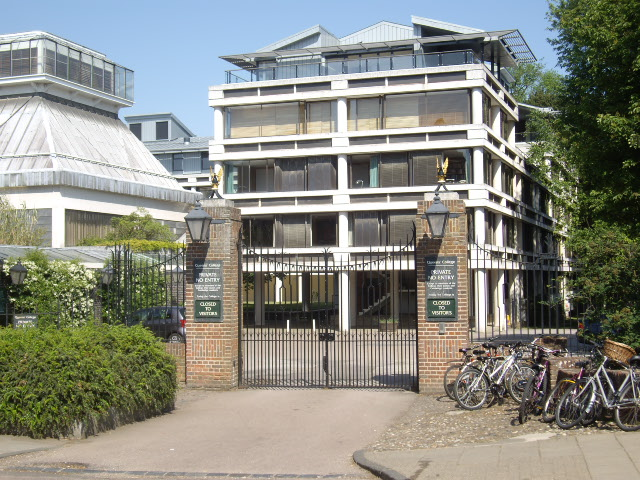
Одни из ворот в колледж
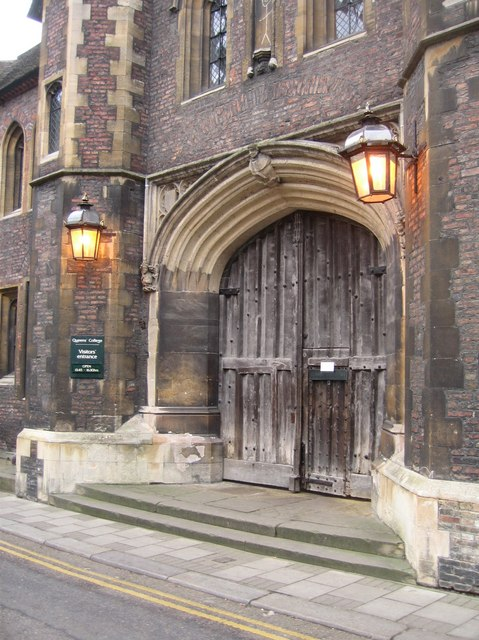
Вход для посетителей